# Piaf (dresaj)

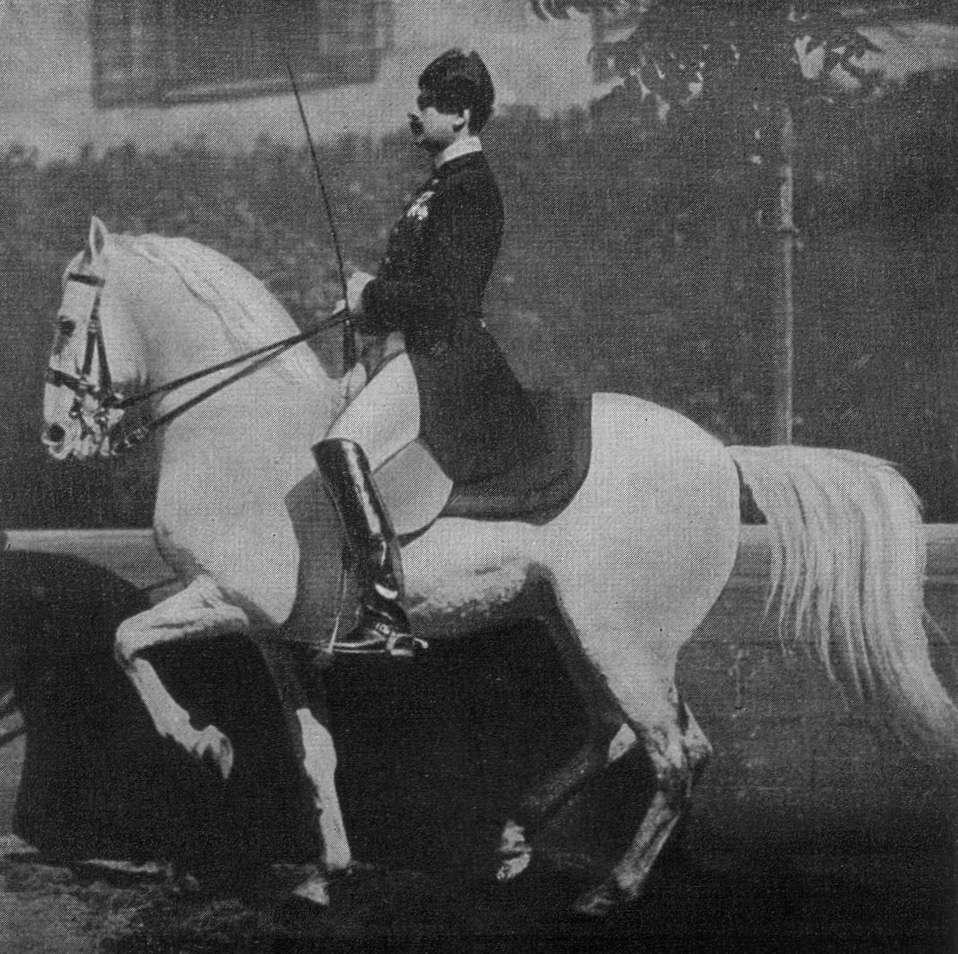
Chief Rider Meixner on Neapolitano Bona

Piaful este un exercițiu de dresaj clasic, unde calul se mișcă în trap concentrat și cadențat, stând pe loc sau aproape pe loc. Centrul gravitațional al animalului se află în partea posterioară, picioarele posterioare flexându-se puternic. Extremitatea segmentului anterior al corpului este foarte mobilă, picioarele manifestând flexiune de amploare și aici. Ritmul rămâne același și apare un moment de suspensie între pași.
Piaful a fost inițial folosit în bătălie pentru a menține calul concentrat, încălzit și mobil. Astăzi este lecție din Școala înaltă de călărie și Marele premiu de dresaj. 